# 阿加達克火山

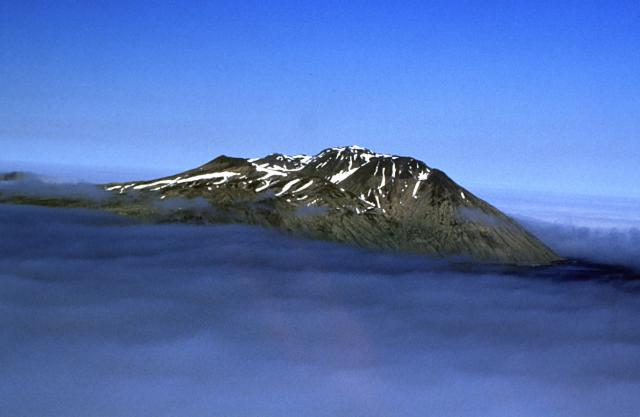

阿加達克火山是美國的火山，位於埃達克島最北端，由阿拉斯加州負責管轄，距離安克雷奇1,900公里，海拔高度610米，山體在更新世形成。

## 外部連結
- Alaska Volcano Observatory （页面存档备份，存于）